# The TV Album
The TV Album è una raccolta del cantante "Weird Al" Yankovic, pubblicata il 7 novembre 1995.

## Tracce
1. Bedrock Anthem – 3:43
2. I Can't Watch This – 3:31
3. Frank's 2000" TV – 4:07
4. Money for Nothing/Beverly Hillbillies – 3:14
5. Ricky – 2:37
6. Talk Soup – 4:25
7. Here's Johnny – 3:25
8. The Bready Bunch – 2:41
9. Cable TV – 3:38
10. I Lost on Jeopardy – 3:29
11. UHF – 5:08

## Musicisti
- "Weird Al" Yankovic - fisarmonica, tastiera, cantante
- Steve Jay - basso, coro
- Jim West - chitarra, coro
- Rubén Valtierra - tastiera
- Jon "Bermuda" Schwartz - batteria